# Tutaki
Tutaki (persiska: توتکی) är en ort i Iran. Den ligger i provinsen Gilan, i den nordvästra delen av landet, 210 km nordväst om huvudstaden Teheran. Tutaki ligger 229 meter över havet och antalet invånare är 110.
Terrängen runt Tutaki är huvudsakligen kuperad, men åt sydost är den bergig. Runt Tutaki är det ganska tätbefolkat, med 155 invånare per kvadratkilometer. Närmaste större samhälle är Lāhījān, 19,2 km nordost om Tutaki. I omgivningarna runt Tutaki växer i huvudsak blandskog.